# José Luis Carranza
José Luis Carranza Vivanco, anomenat Puma, (8 de gener, 1964 a Lima) és un exfutbolista peruà que jugava a la posició de centrecampista. Va jugar tota la seva vida al mateix club, l'Universitario de Deportes, on romangué durant 19 anys com a futbolista professional refusant algunes ofertes de Xile, Equador, i l'Argentina. Amb la selecció peruana disputà els Campionats Sud-americans de 1989, 1991, 1993.

## Palmarès
- 8 Lliga peruana de futbol: 1985, 1987, 1990, 1992, 1993, 1998, 1999, 2000.